# Peter Fricke
Peter Fricke (Berlino, 26 agosto 1939) è un attore e doppiatore tedesco.
Come attore, è attivo principalmente in campo televisivo (dove ha partecipato ad una novantina di differenti produzioni a partire dalla fine degli anni cinquanta) e teatrale. È, tra l'altro, un volto noto al pubblico per essere apparsa in vari episodi di serie televisive quali Der Kommissar, L'ispettore Derrick e Il commissario Köster/Il commissario Kress.
Come doppiatore, ha prestato la propria voce ad attori quali Ed Begley Jr., Peter Boyle, Jean-Pierre Cassel, Jack Cassidy, Didier Flamand, Joel Grey, Anthony Higgins, John Hurt, David McCallum, Ian McKellen, Joe Pantoliano, Jonathan Pryce, David Rasche, Pierre Richard, Ian Richardson, Terence Stamp, Leon Vitali, Kenneth Williams, ecc.

## Biografia

### Vita privata
È sposato dal 2005 con l'attrice e pittrice italiana Patrizia Orlando.

## Filmografia parziale

### Cinema
- Der letzte Werkelmann (1972)
- Oh Jonathan, oh Jonathan! (1973) - ruolo: Tobias Reynold
- Zwei Väter einer Tochter (2003) - Albert Summer

### Televisione
- Colombe - film TV (1958) - ruolo: Julien Alexandre
- Die Irre von Chaillot - film TV (1960) - Pierre
- Das Attentat - L.D. Trotzki - film TV (1967) - Joe Hansen
- Der Kommissar - serie TV, 1 episodio (1969) - Paul de Croy * Zehn kleine Negerlein - film TV (1969) -  Anthony Maston
- Pater Brown - serie TV, 1 episodio (1970)
- Besuch auf einem kleinen Planeten - film TV (1971)
- Die heilige Johanna - film TV (1971) - Dunois
- Der Kommissar - serie TV, 1 episodio (1972) - Andreas Prewall
- Marya Sklodowska-Curie. Ein Mädchen, das die Welt veränderte - film TV (1972) - Klaus Herbig
- L'altro (Alexander Zwo) - serie TV, 1 episodio (1972)
- Der Kommissar - serie TV, 1 episodio (1973) - Eberhard Ahlsberg
- Der Menschenfreund - film TV(1973) - Braham
- Der kleine Doktor - serie TV. 1 episodio (1973)
- Das Blaue Palais - serie TV (1974-1976) - Jeroen de Groot
- Der Kommissar - serie TV, 1 episodio (1975) - Willy Schmidt
- Der Kommissar - serie TV, 1 episodio (1976) - Franz Eckert
- Il commissario Köster (Der Alte) - serie TV, 1 episodio (1977) - Rolf Meisel
- L'ispettore Derrick - serie TV, episodio "Concerto per pianoforte", regia di Helmuth Ashley (1978) - Robert van Doon
- Il commissario Köster (Der Alte) - serie TV, 1 episodio (1979) - Sig. Riedinger
- L'ispettore Derrick - serie TV, episodio "La tentazione", regia di Erik Ode (1979) - Rolf Sossner
- Die Alten kommen - film TV (1980)
- Der Floh im Ohr - film TV (1980)
- L'ispettore Derrick - serie TV, episodio "Desiderio di tenerezza", regia di Helmuth Ashley(1980) - Eberhard Wichmann
- Tatort - serie TV, 1 episodio (1981) - Avv. Overdiek
- August der Starke - film TV (1984)
- Der Sonne entgegen - serie TV, 3 episodi (1985)
- Schluck und Jau - film TV (1985)
- Tatort - serie TV, 1 episodio (1985) - Fred Corbut
- Il commissario Kress (Der Alte) - serie TV, 1 episodio (1986) - Kurt Kramer
- Il medico di campagna (Der Landarzt)- serie TV, 8 episodi (1987)- Dott. Michael Petersen
- Polizeiinspektion 1 - serie TV, 1 episodio (1988)
- Il commissario Kress (Der Alte) - serie TV, 1 episodio (1988) - Hubert Schatz
- Kann ich noch ein bisschen bleiben? - film TV (1990) -  Wolfgang Amadeus Meyer
- L'ispettore Derrick - serie TV, episodio "Il morto non ha quasi importanza", regia di Horst Tappert(1991) - Kaminski
- L'ispettore Derrick - serie TV, episodio "Uno strano detective", regia di Helmuth Ashley (1992) - Johann Raude
- Il commissario Kress (Der Alte) - serie TV, 1 episodio (1993) - Dott. Oswald
- L'ispettore Derrick - serie TV, episodio "Valzer lento", regia di Helmuth Ashley (1993) - psichiatra
- Immer wieder Sonntag - serie TV (1993-1996)
- Lieben wie gedruckt - serie TV, 11 episodi (1995) - Ludwik
- Tatort - serie TV, 1 episodio (1995) - Rudolf Vermeier
- Il commissario Kress (Der Alte) - serie TV, 1 episodio (1995) - Dott. Peter Lehmann
- L'ispettore Derrick - serie TV, episodio "Chiamata da Vienna", regia di Dietrich Haugk(1993) - psichiatra
- Inseln unter dem Wind - serie TV (1995)
- Die Stunden vor dem Morgengrauen - serie TV (1997) - Hubert Hoffmann
- Eine Frau mit Pfiff - serie TV (1998) - Jens-Uwe
- Il nostro amico Charly (Unser Charly) - serie TV, 1 episodio (1998) - Swoboda
- Wolff - Un poliziotto a Berlino - serie TV, 1 episodio (1998)
- Squadra speciale Lipsia (SOKO Leipzig) - serie TV, 1 episodio (2006)
- Pastewka - serie TV, 2 episodi (2011-2012)